# Kronika konfliktu
Kronika konfliktu (łac. Cronica conflictus Wladislai Regis Poloniae cum Cruciferis anne Christi 1410 pol. Kronika konfliktu Władysława króla polskiego z Krzyżakami w roku pańskim 1410) – kronika opisująca wielką wojnę z zakonem krzyżackim, stanowiąca obok Roczników Jana Długosza najważniejsze źródło historyczne informujące o tle oraz przebiegu bitwy pod Grunwaldem z 1410 roku.

## Okoliczności powstania
Kronika została napisana po łacinie w końcu 1410 lub w początku 1411 roku. Kwestia jej autorstwa pozostaje dyskusyjna. Ze względu na szereg faktów przytoczonych w tekście oraz dużej orientacji autora w poruszanej tematyce dzieło to przypisuje się jednak podkanclerzemu Królestwa Polskiego Mikołajowi Trąbie, późniejszemu arcybiskupowi gnieźnieńskiemu lub sekretarzowi królewskiemu Zbigniewowi Oleśnickiemu, późniejszemu kardynałowi i biskupowi krakowskiemu, którzy byli naocznymi świadkami opisywanych wydarzeń.
Oryginał Kroniki konfliktu zaginął. Do czasów obecnych zachowała się jedynie skrócona XVI-wieczna kopia sporządzona jako materiał do kazania wygłaszanego na nabożeństwie odprawianym w rocznicę bitwy grunwaldzkiej, którą odnalazł w Bibliotece Kórnickiej August Bielowski. Po raz pierwszy tekst Kroniki wydany został po łacinie w 1866 roku w publikacji Sriptores rerum Prussicarum Ernsta Strehlke. Kolejne edycje wydał również swoim dziele Monumenta Poloniae Historica Bielowski. Pierwszego polskiego przekładu dokonała Jolanta Danek w roku 1983; w druku przekład ten ukazał się rok później.